# Esther Carena

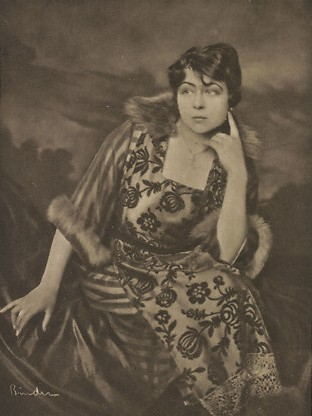
Esther Carena auf einer Fotografie von Alexander Binder

Esther Carena (* 24. August 1889 in Hannover als Franziska Julie Friederike Pfeiffer; † 26. Januar 1972 in Hamburg) war eine deutsche Schauspielerin und Kostümbildnerin.

## Leben
Die Tochter eines Fleischermeisters und einer Spanierin studierte ein Semester Medizin und absolvierte eine Ausbildung in einer italienischen Akrobatentruppe. Bis 1916 lebte sie meist in Italien und trat dort in Sketchen auf.
Im Jahr 1916 kam sie nach Deutschland und wurde von Regisseur Nils Chrisander für den Film entdeckt. Im deutschen Stummfilm stellte sie jahrelang Heldinnen von Krimis, Dramen und Melodramen, die gegen Ende des Ersten Weltkriegs meist von Harry Piel inszeniert worden waren, dar. Ihre Kostüme entwarf sie selbst. Im Jahr 1923 heiratete sie den Filmarchitekten Franz Schroedter und zog sich ins Privatleben zurück.

## Filmografie
| - 1916: Die Peitsche - 1917: Im stillen Ozean - 1917: Zur Strecke gebracht - 1917: Um eine Million - 1917: Der stumme Zeuge - 1918: Ikarus, der fliegende Mensch - 1918: Die Geisterjagd - 1918: Das amerikanische Duell - 1918: Sein Todfeind - 1919: Das Geheimnis von Schloß Holloway - 1919: Die von der Liebe leben - 1919: Geflüster des Teufels - 1920: Die Liebe der Sklavin - 1920: Der Vampyr - 1920: Der Schrei des Gewissens - 1920: Leben und Lüge | - 1920: Seelen im Sturm - 1920: Wenn Colombine winkt - 1921: Weib und Palette - 1921: Die ihr Glück verkennen - 1921: Die Diktatur des Lebens - 1921: Das neue Paradies - 1921: Das Haus in der Weichselgasse - 1921: Die Bettlerprinzessin - 1921: Die Frau ohne Herz - 1921: Die Schuldige - 1922: Die Königin von Whitechapel - 1922: Die Silbermöve - 1923: Der Frauenkönig - 1923: Im Schatten der Moschee - 1924: Das Herz der Lilian Thorland - 1924: Auf gefährlichen Spuren |